# Dendarus coarcticollis
Dendarus coarcticollis (Mulsant, 1854) è un coleottero appartenente alla famiglia Tenebrionidae.

## Descrizione

### Adulto
D. coarcticollis si presenta come un coleottero grigio scuro, con delle striature verticali sulle elitre. Gli esemplari di questa specie superano il centimetro di lunghezza. I maschi hanno il primo paio di zampe più lungo rispetto alle femmine.

## Biolologia
Gli adulti compaiono ad aprile e restano attivi fino all'arrivo dell'autunno e sono di abitudini notturne. In inverno stanno riparati sotto la cortecce di vecchie piante o pietre.

## Distribuzione
D. coarcticollis si può reperire nel sud-est della Francia, in Corsica e nel nord Italia; il ritrovamento in Portogallo è probabilmente dovuto a importazione accidentale.